# Centris xochipillii
Centris xochipillii är en biart som beskrevs av Roy R. Snelling 1984. Centris xochipillii ingår i släktet Centris och familjen långtungebin. Inga underarter finns listade.